# Wladimir Wladimirowitsch Glebow

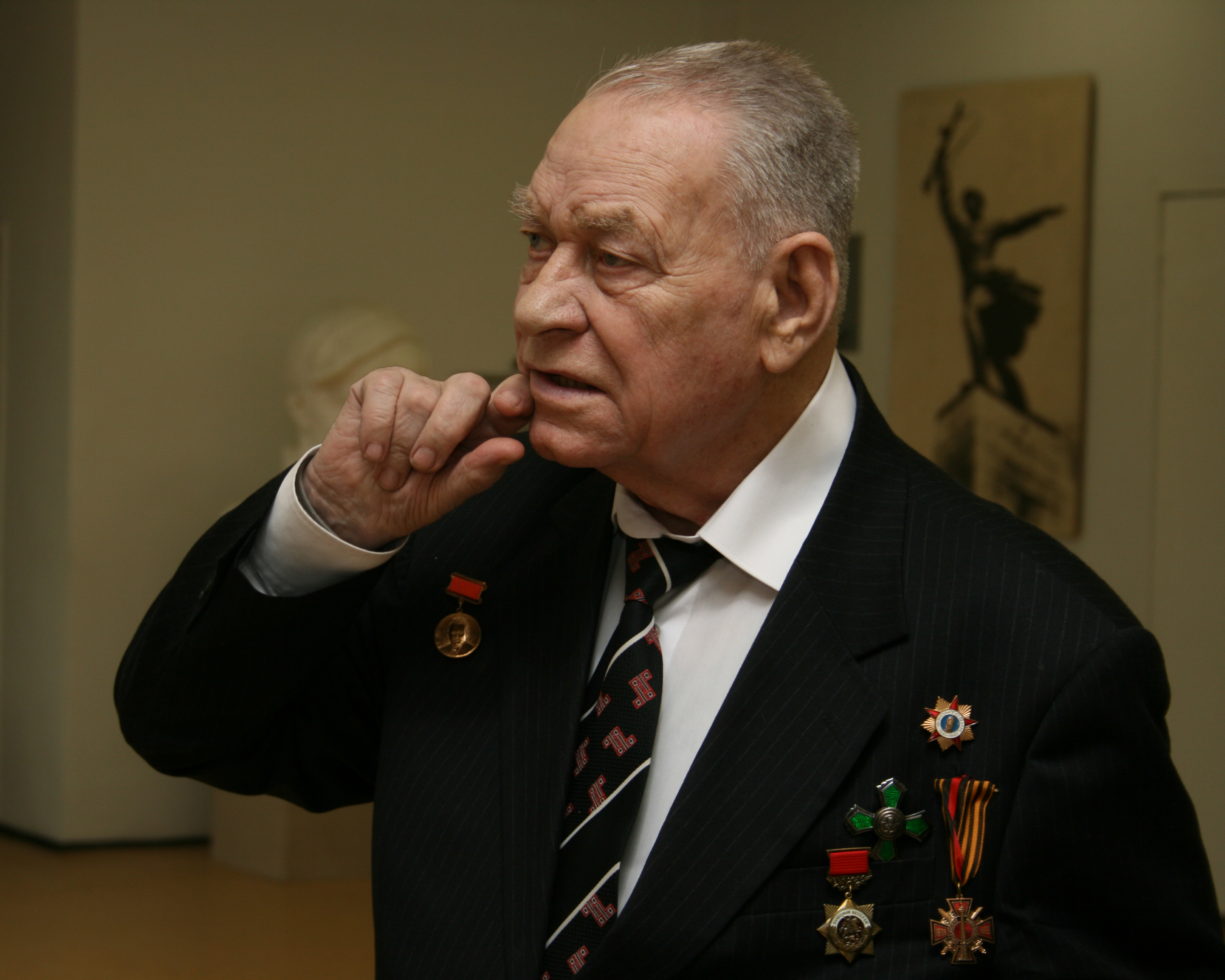
Wladimir Wladimirowitsch Glebow-Wadbolski bei der Eröffnung seiner Ausstellung in Serpuchow 2008

Wladimir Wladimirowitsch Glebow, ab 2002 Wladimir Wladimirowitsch Glebow-Wadbolski, (russisch Владимир Владимирович Глебов-Вадбольский; * 5. April 1922 in Rjasan; † 6. Mai 2012 in Moskau) war ein sowjetisch-russischer Bildhauer und Hochschullehrer.

## Leben
Glebows Vater Wladimir Mitrofanowitsch Glebow (1894–1948) war ein Terek-Kosak, nahm am Ersten Weltkrieg teil und war dann Sportlehrer. Glebows Mutter Lidija Michailowna geborene Fürstin Wadbolskaja (1899–1978) war Erzieherin im Kinder-Tuberkulose-Sanatorium Konjaschino. Der Vorfahr Fürst Iwan Michailowitsch Wadbolski hatte als Generalleutnant an den Napoleonischen Kriegen teilgenommen. 1929 zog die Familie in das Dorf Kunzewo bei Moskau (jetzt Teil Moskaus) um und 1934 nach Weschnjaki.
Glebow besuchte ab 1938 das Bildhauerei-Atelier des Moskauer Pionierhauses, wo seine Arbeiten auf Ausstellungen häufig Preise gewannen. Seine Lehrer waren der Bildhauer N. N. Kolun, der Maler Alexander Michailow und der Architekt Wladimir Schtschuko. Zu Beginn des Deutsch-Sowjetischen Kriegs trat er am 24. Juni 1941 als Freiwilliger in die Rote Armee ein und wurde Flugzeugmechaniker.
Nach seiner Demobilisierung 1947 begann Glebow das Studium am Moskauer Institut für Angewandte und Dekorative Kunst in der Bildhauerei-Abteilung bei Alexander Deineka, S. S. Aljoschin und Wladimir Derunow. Daneben arbeitete er als Restaurator im Museumskomplex Kuskowo (1950). Er schuf Reliefs für das von Ilja Wainstein 1950 erbaute Moskauer Wohnhaus Sadowaja-Tschernogrjasskaja Uliza 16/18 (1951), eine Skulpturengruppe für die Fassade des Bauarbeiterkulturhauses (1951) und Reliefs für den Saal des Klubs des Waggonreparaturwerks in Perowo, Moskau (1952). 1953 schloss er das Studium ab. Seine Diplomarbeit Ukrainerin wurde im Flughafen Charkow aufgestellt. Es folgten 1954 die Pilot-Skulptur für den Flughafen Charkow und weitere Exemplare der beiden Skulpturen für die Flughäfen Nowosibirsk, Lemberg, Tschita und Wilna.
Glebows erstes größeres Werk war das Denkmal für die Teilnehmer des Moskauer Dezemberaufstands in der Russischen Revolution 1905 in Perowo (1956). 1958–1959 arbeitete er für die Porzellanfabriken Gschel und Werbilki, Rajon Taldom, und schuf Kleinplastiken und Porträtskulpturen der Bolschoi-Theater-Künstler Jelena Katulskaja, Nadeschda Obuchowa, Sergei Lemeschew und P. M. Narzow. Im Auftrag des Kulturministeriums der UdSSR schuf er eine Statuette der chinesischen Sopranistin Guo Shuzhen, die 1958 ihr Studium am Moskauer Konservatorium abgeschlossen hatte.
Glebow lehrte von 1960 bis 1970 an der ursprünglich von Sergei Stroganow gegründeten Moskauer Kunst-Gewerbe-Hochschule am Lehrstuhl für Zeichnen.
Glebow schuf mit den Bildhauern A. G. Postol, W. A. Fjodorow, N. Ljubimowitsch, den Architekten J. Kriwuschtschenko, A. Kaminski, I. Stepanow und dem Ingenieur S. P. Chadschibaronow das Denkmal für die Helden der Schlacht um Moskau auf der Peremilowskaja-Höhe nahe einer Brücke am östlichen Ufer des Moskaukanals gegenüber der Stadt Jachroma, das 1966 eingeweiht wurde. Es folgte 1967 das Denkmal für den Jagdflieger Wiktor Talalichin in Podolsk.
1968 wurde Glebow Leiter der Restaurierung des Moskauer Triumphbogens. Er restaurierte die verlorenen Teile der Reliefs und die Figur des Bildhauers Iwan Vitali auf dem Schlussstein des Bogens. 1975–1977 leitete er die Restaurierung der Skulpturen im Museumskomplex Kuskowo.
Ab 1973 lehrte Glebow an der Moskauer Humanistischen Scholochow-Universität bis zu seinem Tod. 1992 erhielt er die Ernennung zum Professor.
Ab 1988 arbeitete Glebow an der Restaurierung der Skulpturen im Park des Jagdschlosses Alexanders III. in Massandra auf der Krim. Infolge der während des Zerfalls der Sowjetunion auftretenden Probleme konnte er die Arbeiten nicht abschließen. 2002 restaurierte er die Gedenkkreuze des als Heiligen verehrten Fürsten Fjodor Jurjewitsch, seiner Frau Eupraxia von Rjasan und des als Heiligen verehrten Fürsten Ioann in Saraisk.
Glebows letztes großes Werk war das Scholochow-Denkmal am Moskauer Wolga-Boulevard, das er 2002–2006 zusammen mit J. W. Drjomin schuf. Werke Glebows befinden sich in der Peter-der-Große-Militärakademie der Raketenstreitkräfte in Balaschicha, im Kunstmuseum Nowokusnezk, im Museum der Schlacht bei Borodino in Borodino und im Museum der Schlacht auf dem Kulikowo Pole auf dem Kulikowo Pole in der Oblast Tula.

## Ehrungen, Preise
- Orden des Vaterländischen Krieges II. Klasse[1]
- Volkskünstler der Russischen Föderation (1998)[1]
- Orden des Sergius von Radonesch III. Klasse der Russisch-Orthodoxen Kirche (2000)[1]
- Internationaler Scholochow-Preis der Humanistischen Scholochow-Universität zusammen mit Schriftsteller- und Künstlerverbänden (2005)[1]
- Auszeichnung Russlands Stolz (2006)[1]
- Ehrenbürger von Wychino-Schulebino (2012)[6]

## Werke (Auswahl)

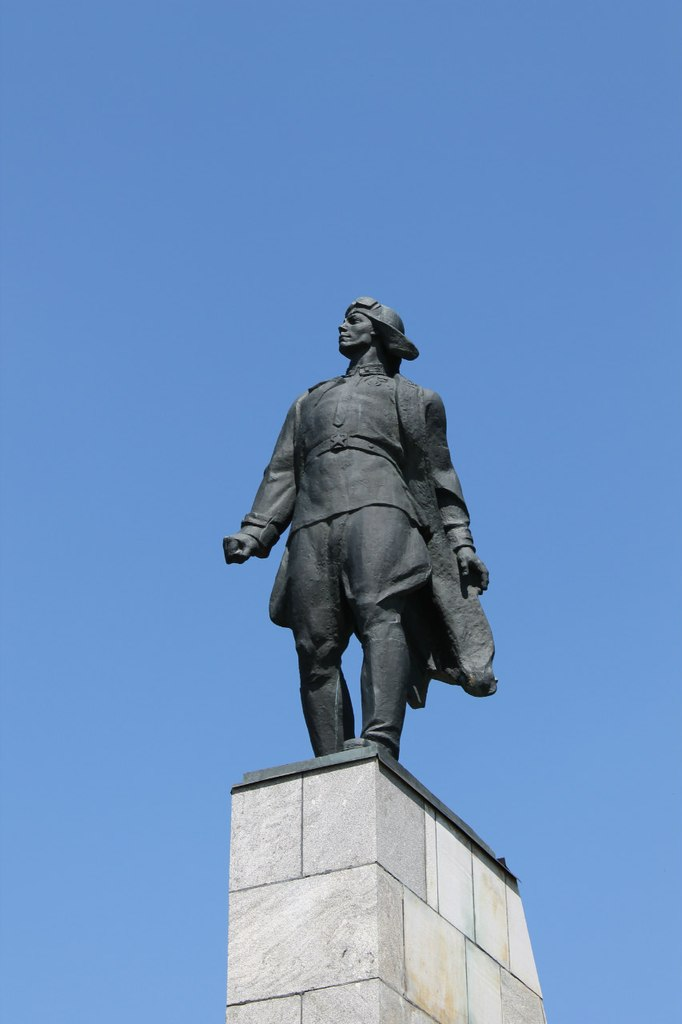
Talalichin-Denkmal, Podolsk
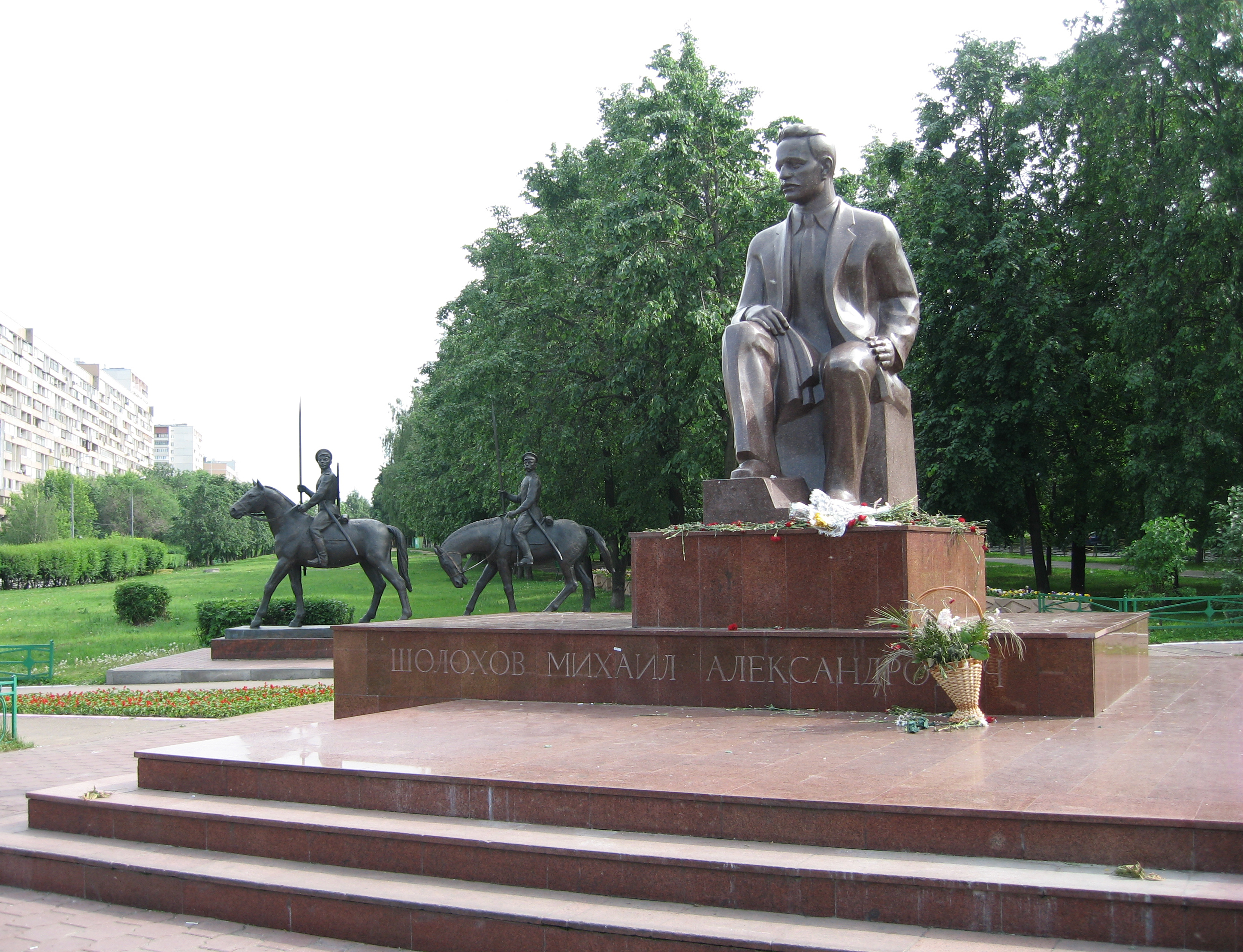
Scholochow-Denkmal, Wolga-Boulevard, Moskau
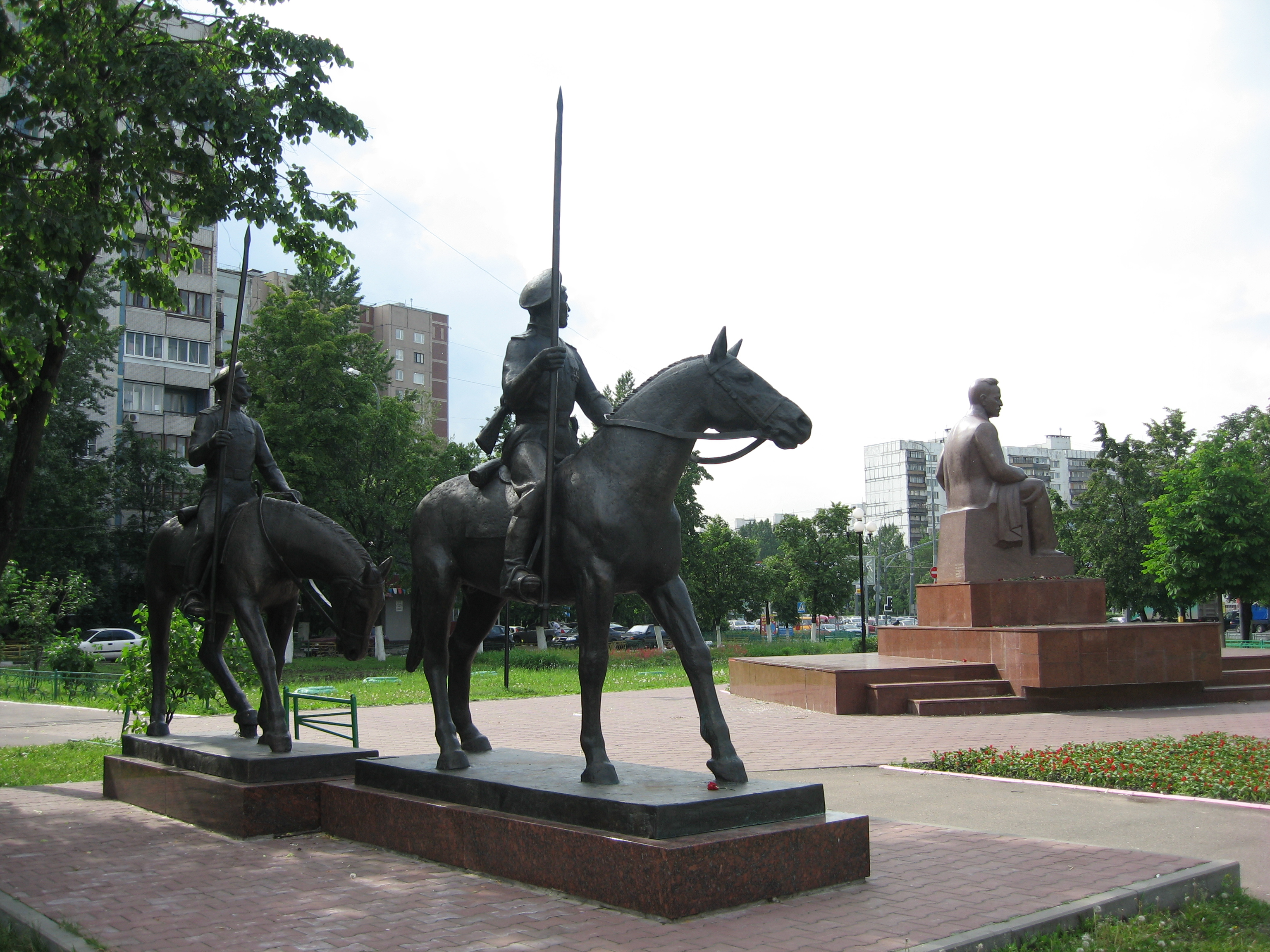
Scholochow-Denkmal, Wolga-Boulevard, Moskau